# ضغط الأرض

## الضغط
- الضغط (ورمز ض بالعربية، p بالإنجليزية) القوة النوعية المؤثرة عمودياً على مساحة سطح.
- والضغط الجوي هو وزن عمود الهواء الواقع على مساحة قدرها 1 سنتيمتر مربع في الخلاء. وهو يعادل وزن عمود من الزئبق على نفس المساحة ارتفاعه 760 مليمتر.
- ويقاس الضغط بوحدة مليمتر زئبق أو باسكال.

### ضغط الأرض
- يكون الضغط تحت أعماق سطح الأرض عالياً بما يمكنه من تحويل الفحم إلى ماسّ.
- و يتغير في تلك الأعماق الترتيب الذرّي ويصبح الفحم الأسود ماساً شفافاً ،وفي تلك الأعماق أيضاً تنصهر الصخور الحارة، وعندما تتحرك الصفائح التي تشكل سطح الأرض، تتصدع الفتحات أو تنشطر عند السطح، كما يتحرر الضغط على الصخور السائلة أو الصخور البركانية المنصهرة، ما يؤدي إلى اندفاع تلك الصخور المنصهرة نحو السطح.
وفي الوقت نفسه تتمدد الغازات في الصخور المنصهرة وتصل إلى السطح على شكل سحابات من الغازات السامة. ومتى وصلت تلك الصخور المنصهرة إلى سطح الأرض تحولت إلى حمم بركانية، ويكون الضغط ودرجة الحرارة عند السطح منخفضين كثيراً، وبالتالي تبرد الحمم البركانية وتتحول إلى كتل صلبة.